# アトラスV
アトラスV（アトラスファイブ、Atlas V）は、アメリカ合衆国で運用されている使い捨て型ロケット。21世紀初頭に運用が開始されたアトラス・ロケットシリーズの最新型である。アトラスVはロッキード・マーティンが運用していたが、2010年代現在はロッキード・マーティンとボーイングの合弁会社のユナイテッド・ローンチ・アライアンスが運用する。アトラスVはロシア製のケロシンと液体酸素を推進剤とするRD-180を第1段のロケットとして使用し、アメリカ製の液体水素と液体酸素を燃焼するRL-10を第2段のセントールで使用する。
RD-180エンジンは RD AMROSS から供給され、RL-10はプラット&ホイットニー・ロケットダインから供給される。いくつかの仕様ではエアロジェット製の補助ロケットを第1段の周囲に使用する。ペイロード・フェアリングは直径が4または5mで3種類の長さがあり、RUAGスペース社が生産する。ロケットはアラバマ州ディケーター、テキサス州ハーリンジェン、カリフォルニア州サンディエゴとULAの本社近くのコロラド州デンバーで製造される。
2012年6月時点の成功率はほぼ完璧に近い。2007年6月15日に打ち上げられたアメリカ国家偵察局（NRO）のNROL-30は上段のセントールロケットの燃焼が予定よりも早く停止したために、2機の海洋偵察衛星は予定よりも低い軌道へ投入された。しかし、アメリカ国家偵察局ではこの打ち上げは成功に分類されるとしている。
アトラスVロケットの信頼性の高さを武器に、ロッキード・マーティンは2014年3月、業界で初めて、そして唯一、打上げが完全に失敗した場合の打上げ費用を100%補償あるいは再打ち上げするプログラムをアトラスVロケットに導入した。また米国政府の契約以外の打上げであれば、部分的なトラブルがあった場合も、費用の一部を払い戻しすることにした。
2021年8月、ULAはアトラスVの販売停止を発表した。残りの打ち上げ予定回数は29である。後継機はメインエンジンに米国製のBE-4を採用し、2024年1月8日初打上げに成功したヴァルカンである。

## 歴史
アトラスVはアトラスシリーズの中で最新の機種である。アトラスIIIと比較すると複数の変更箇所があり、アトラスIIと比較すると再設計に近い。アトラスIVは存在しない。
1. "1.5段" 技術はアトラスIIで廃止され、アトラスIIIと同じ近代的なRD-180エンジンが搭載された[12]。
2. 第1段の直径が10フィートから12.5フィートに拡大された。アトラスIIまでに搭載されていた西側のエンジンと比較してRD-180エンジンは推進剤の混合比が異なるので、酸化剤タンクが（燃料タンクと相対的に）拡大された。
3. 第1段のタンクは「風船」のように内圧で維持する構造が廃止された。タンクはアイソグリッド構造のアルミニウム製で、内圧をかけていなくても安定する[12]。
4. ステンレス鋼よりも熱伝導率の高いアルミニウムを使用することにより、液体酸素の断熱が必要になった。タンクはポリエチレンを基にする層で覆われる。
5. 補助ロケットを並列に取り付ける部分があり、より小型の固体燃料補助ロケットと第1段と同一の液体燃料補助ロケットを第1段の構造体に設置できる[12]。

アトラスVはアメリカ空軍の発展型使い捨てロケット計画の一環としてロッキード・マーティン・コマーシャル・ローンチ・サービシーズによって開発された。使い捨てロケットとはどの段も1度しか使用しない事を意味する。打ち上げはケープカナベラル空軍基地の第41発射施設とヴァンデンバーグ空軍基地の第3発射施設から行われる。ロッキード・マーティン・コマーシャル・ローンチ・サービシーズはアトラスVの世界中の顧客との取引業務を継続する。
最初のアトラスVは2002年8月21日に打ち上げられ、2007年の打ち上げを除いて全て成功した。
アトラスVシリーズは第1段にロシア製のRD-180を備えた新開発のコモン・コア・ブースター(CCB)と最大5基のエアロジェット製の固体燃料補助ロケットを使用する。CCBは直径 12.5 ft (3.8 m)、全長 106.6 ft (32.5 m) で、627,105 lb (284,450 kg) の液体酸素とRP-1を推進剤として使用する。第1段ロケットは約4分間作動して約4MN (860,000 lbf) の推力を離床時に生み出す。この推力の大部分は4.152MNの推力を生み出すロシア製のRD-180によるものである。
セントール上段エンジンはタンク内を加圧することで維持する設計の低温推進剤のタンクである。アトラスVのセントールは 5.5 ft (1.68 m) 延長され、1基または2基のRL10A-4-2エンジンを使用する。それぞれのエンジンの推力は 99.2 kN (22,300 lbf) である。RL10A-4-2エンジンはより信頼性が高く扱いやすく改良された仕様である。
慣性誘導装置 (INU) は以前のアトラスシリーズと同様にセントールに備えられ、アトラスとセントールのタンクの内圧や推進剤の使用を制御する。セントールのエンジンは宇宙空間において複数回の着火能力を有し、低軌道から静止トランスファ軌道へ投入できる。その後、3度目の燃焼により静止軌道へ直接投入可能である。セントールロケットは2000年代末現在運用中の液体水素を推進剤として使用する上段ロケットの中で総重量に占める推進剤の比率が最も高いので、同じ推進剤の量であればより高い軌道にペイロードを投入できる。
アトラスVの多くのシステムが徐々に改良されつつある。既存の冗長系の無い航法と計算装置を故障を許容する装置に置き換えることによりアトラスVの信頼性を高めるための Fault Tolerant INU (FTINU) の作業が2001年から開始された。更新されたFTINUを搭載して2005年に打ち上げられ、2010年にはより向上したFTINUユニットが搭載された。アトラスVが打ち上げた最も重いペイロードはオービタル・サイエンシズ社が製造したISS無人宇宙補給機 シグナス CRS OA-4（打ち上げ時重量 7,492キログラム (16,517 lb)）で、2015年12月6日に打ち上げられた。

### 2007年の弁の不調
アトラスVロケットの唯一の失敗は2007年6月15日の打ち上げで、セントール上段が予定より早く停止した事により、積載されていたNROL-30海洋偵察衛星は予定よりも低い軌道に投入された。これは推進剤が弁から漏れていた事が原因で、弁を交換するため次のアトラスVの打ち上げが延期された。

## 将来の開発

### アトラスV HLV
アトラスV HLV (Heavy Lift Vehicle) は3基のコモン・コア・ブースター (CCB) を束ねることで低軌道へ25トンの投入能力を持つものである。アトラスHLVと既に使用されているアトラスV単一コアロケットで、約95%の機材の打ち上げ需要を満たす事が出来る。
ランド社による国防長官への2006年の報告書によると、ロッキード・マーティンはアトラスV HLVを開発しないと決めたとされる。この報告書によると、空軍と国家偵察局は「アトラスVヘビーの開発を含むEELVの重量物運搬仕様の必要性」および「RD-180の問題を解決するために共同製造や備蓄、RD-180を置き換えるアメリカ製エンジンの開発を行う必要性」を認識しているという趣旨だった。アトラスV HLVの打ち上げ能力はデルタIVヘビーにほぼ相当する。デルタIVはアメリカ国内のプラット&ホイットニー・ロケットダインによって開発生産されるRS-68エンジンを使用しており、デルタIVヘビーは2004年から2010年までに4回打ち上げられた。
2008年には、ユナイテッド・ローンチ・アライアンスはアトラスV HLV仕様は顧客から注文があれば30ヶ月で提供できるとしていた。
2015年3月にユナイテッド・ローンチ・アライアンスのCEO トーリー・ブルーノは Twitter でアトラスV HLV仕様の開発は行わず、次世代打ち上げシステム（ヴァルカン）に集中すると明らかにした。

### GXロケット
第1段にアトラスV のコモン・コア・ブースター、第2段にLNG/LOXを推進剤とする新型ロケットエンジンを使用したGXロケットの開発がアメリカと日本の共同で行われ、初号機は2012年にアトラスVで使用されるヴァンデンバーグ空軍基地のSLC-3E発射台から打ち上げられる予定だった。2009年12月、GXロケットの計画は中止された。LNGを燃料とするエンジンの開発は他の目的のために継続されている。

### アトラス・フェイズ2
ボーイングとロッキード・マーティンが運用するユナイテッド・ローンチ・アライアンスはデルタ IVに使用される直径5mの生産設備を活用する構想である。直径5mの1段目と2基のRD-180エンジンにより重量物打ち上げロケットとして "アトラス・フェイズ2" または "PH2." を開発する予定である。アトラスV PH2-ヘビーは（直径5mのロケット3基を並列にしてRD-180は6基になる）シャトルCやアレスVと同規模になるとオーガスティン報告書で述べられている。

## 形式
全てのアトラスロケットはロケットの構成から決まる3桁の数字の名称を持つ。100の位の数字はノーズコーンフェアリングの直径 (4 m / 5.4 m) を表し、4または5のどちらかである。10の位の数字は第1段に取り付けられる固体燃料補助ロケットの本数（4mフェアリングならば0本から最大3本、5mフェアリングの場合は0から最大5本まで）を表す。最後に1の位の数字はセントールロケットに搭載されるエンジンの個数（1基または2基）を示している。シングルエンジンのセントール (SEC) は主に静止トランスファ軌道に投入されるか、あるいは地球引力圏を脱出する場合に用いられる。デュアルエンジンのセントール (DEC) は主に低軌道に投入される場合に用いられる。DEC仕様のアトラスVは2010年代初頭時点では打ち上げられておらず、計画段階である。
例えば、“アトラスV 552”という型名ならば、5mフェアリングと5本の固体ブースターを使用し、2基のセントールエンジンを組み合わせていることを表し、“431”という型名ならば、4mフェアリングと3本の固体ブースター、そして1基のセントールエンジンを組み合わせていることを表す。
アトラスVには2種類のフェアリングの大きさがある。アトラスIIから使用される直径4mのフェアリングとそれを延長した形式（AV-004/インマルサット4-F1の打ち上げを参照）と、ロッキード・マーティンが導入したコントラベス社（現在はスイスのRUAG Space社）が開発、生産する直径5.4m（4.57mが使用可能）のフェアリングである。コントラベス社のフェアリングは複合材料で出来ており飛行実績のある物を基にしている。アトラスVでは3形式が使用できる。短縮型と中型の仕様はアトラスV5XXシリーズで使用できる。延長型はアトラスVヘビーで使用される予定である。従来のフェアリングはペイロードのみを覆いセントールは大気に晒される。コントラベス社のフェアリングはペイロードと同様にセントール上段ロケットも覆う。
ロッキードとビゲロー・エアロスペースは、2006年9月に有人仕様のアトラスVを潜在的な民間宇宙飛行市場へ投入する合意を交わした。
2014年10月30日時点で、打ち上げ実績がないものを含めて20形式が存在する。
（Atlas V Mission Planner's Guide - March 2010 (PDF)  も参照）
| 型名                  | 補助ロケットの数 | 第2段のエンジン数 | フェアリングの直径 | 低軌道へのペイロード | GTOへのペイロード | 打上実績 |
| --------------------- | ---------------- | ----------------- | ------------------ | -------------------- | ----------------- | -------- |
| 401                   | -                | 1基               | 4 m                | 9,797 kg             | 4,750 kg          | 26       |
| 402                   | -                | 2基               | 4 m                | 12,500 kg            | -                 | 0        |
| 411                   | 1                | 1基               | 4 m                | 12,150 kg            | 5,950 kg          | 3        |
| 412                   | 1                | 2基               | 4 m                | -                    | -                 | 0        |
| 421                   | 2                | 1基               | 4 m                | 14,067 kg            | 6,890 kg          | 3        |
| 431                   | 3                | 1基               | 4 m                | 15,718 kg            | 7,700 kg          | 2        |
| 501                   | -                | 1基               | 5.4 m              | 8,123 kg             | 3,775 kg          | 5        |
| 502                   | -                | 2基               | 5.4 m              | 10,300 kg            | -                 | 0        |
| 511                   | 1                | 1基               | 5.4 m              | 10,986 kg            | 5,250 kg          | 0        |
| 512                   | 1                | 2基               | 5.4 m              | 12,050 kg            | -                 | 0        |
| 521                   | 2                | 1基               | 5.4 m              | 13,490 kg            | 6,475 kg          | 2        |
| 522                   | 2                | 2基               | 5.4 m              | 13,950 kg            | -                 | 0        |
| 531                   | 3                | 1基               | 5.4 m              | 15,575 kg            | 7,475 kg          | 3        |
| 532                   | 3                | 2基               | 5.4 m              | 17,250 kg            | -                 | 0        |
| 541                   | 4                | 1基               | 5.4 m              | 17,443 kg            | 8,290 kg          | 3        |
| 542                   | 4                | 2基               | 5.4 m              | 18,750 kg            | -                 | 0        |
| 551                   | 5                | 1基               | 5.4 m              | 18,814 kg            | 8,900 kg          | 4        |
| 552                   | 5                | 2基               | 5.4 m              | 20,520 kg            | -                 | 0        |
| Heavy (HLV (5H1))     | CCBが2基         | 1基               | 5.4 m              | -                    | 13,605 kg         | 0        |
| Heavy (HLV DEC (5H2)) | CCBが2基         | 2基               | 5.4 m              | 29,400 kg            | -                 | 0        |

## アトラスV の打ち上げ
| #   | 日付                   | 型名 | シリアル ナンバー | 打ち上げ場所 | ペイロード （衛星名）                          | ペイロードの種類                                 | 軌道                       | 結果                                 | 備考 |
| --- | ---------------------- | ---- | ----------------- | ------------ | ---------------------------------------------- | ------------------------------------------------ | -------------------------- | ------------------------------------ | --- |
| 1   | 2002年 8月21日         | 401  | AV-001            | CCAFS LC41   | ホットバード6号                                | 商用通信衛星                                     | GSO                        | 成功                                 | アトラスV 初打ち上げ |
| 2   | 2003年 5月13日         | 401  | AV-002            | CCAFS LC41   | ヘラスサット2号                                | 商用通信衛星                                     | GSO                        | 成功                                 | ギリシャとキプロス初の衛星 |
| 3   | 2003年 6月17日         | 521  | AV-003            | CCAFS LC41   | レインボー1号                                  | 商用通信衛星                                     | GSO                        | 成功                                 | アトラスV 500 初打ち上げ 固体燃料補助ロケットを伴うアトラスV 500の初打ち上げ |
| 4   | 2004年 12月17日        | 521  | AV-005            | CCAFS LC41   | AMC 16                                         | 商用通信衛星                                     | GSO                        | 成功                                 | |
| 5   | 2005年 3月11日         | 431  | AV-004            | CCAFS LC41   | インマルサット4-F1                             | 商用通信衛星                                     | GSO                        | 成功                                 | 固体燃料補助ロケットを伴うアトラスV 400の初打ち上げ |
| 6   | 2005年 8月12日         | 401  | AV-007            | CCAFS LC41   | マーズ・リコネッサンス・オービター             | 火星探査機                                       | 脱出軌道                   | 成功                                 | アトラスVによる初のNASAの 探査機の打ち上げ |
| 7   | 2006年 1月19日         | 551  | AV-010            | CCAFS LC41   | ニュー・ホライズンズ                           | 冥王星を含むEKBO探査機                           | 脱出軌道                   | 成功                                 | ボーイングスター48Bを3段目に使用した、アトラスVにとって初の3段式仕様による打ち上げ |
| 8   | 2006年 4月20日         | 411  | AV-008            | CCAFS LC41   | アストラ1KR                                    | 商用通信衛星                                     | GSO                        | 成功                                 | |
| 9   | 2007年 3月8日          | 401  | AV-013            | CCAFS LC41   | 宇宙テスト･プログラム-1                        | 軍事研究衛星6機                                  | LEO                        | 成功                                 | *ULAによるアトラスの初打ち上げ *アトラスVで初の3回燃焼 *初の夜間打ち上げ *オービタル・エクスプレス *ファルコンサット-3 |
| 10  | 2007年 6月15日         | 401  | AV-009            | CCAFS LC41   | USA-194（NROL-30R） (NOSS-4-3A & B)            | 国家偵察局偵察衛星2機                            | LEO                        | 部分的失敗（予定より低い軌道に投入） | セントール上段の早期停止により予定軌道投入に失敗 国家偵察局による初めてのアトラスVの打ち上げ |
| 11  | 2007年 10月11日        | 421  | AV-011            | CCAFS LC41   | WGS SV-1                                       | 軍事通信衛星                                     | GTO                        | 成功                                 | 弁交換 |
| 12  | 2007年 12月10日        | 401  | AV-015            | CCAFS SLC-41 | NROL-24                                        | 国家偵察局偵察衛星                               | モルニヤ軌道               | 成功                                 | |
| 13  | 2008年 3月13日         | 411  | AV-006            | VAFB SLC-3E  | NROL-28                                        | 国家偵察局偵察衛星                               | モルニヤ軌道               | 成功                                 | ヴァンデンバーグからの初めての打ち上げ |
| 14  | 2008年 4月14日         | 421  | AV-014            | CCAFS LC41   | ICO G1                                         | 商用通信衛星                                     | GTO                        | 成功                                 | *ロッキードマーティン・コマーシャル・ローンチ・サービシーズが打ち上げを請負った。 *この時点でアトラスによる最も重いペイロード（6,634 kg）の打ち上げ。 *当時世界最大の通信衛星の打ち上げ（2009年、テレスター1打ち上げまで）。                                                                          |
| 15  | 2009年 4月4日          | 421  | AV-016            | CCAFS LC41   | WGS SV-2                                       | 軍事通信衛星                                     | GTO                        | 成功                                 | |
| 16  | 2009年 6月18日         | 401  | AV-020            | CCAFS LC41   | ルナー・リコネサンス・オービター及びエルクロス | 月探査機及び月面衝突実験機                       | 高軌道                     | 成功                                 | *セントール上段ロケットが初めて月面に衝突した。 |
| 17  | 2009年 9月8日          | 401  | AV-018            | CCAFS SLC-41 | PAN (Palladium At Night)                       | 軍事通信衛星                                     | GTO                        | 成功                                 | |
| 18  | 2009年 10月18日        | 401  | AV-017            | VAFB SLC-3E  | DMSP 5D3-F18                                   | 軍事気象衛星                                     | LEO/S                      | 成功                                 | |
| 19  | 2009年 11月23日        | 431  | AV-024            | CCAFS SLC-41 | インテルサット14号                             | 商用通信衛星                                     | GTO                        | 成功                                 | LMCLSによる打ち上げ。 |
| 20  | 2010年 2月11日         | 401  | AV-021            | CCAFS SLC-41 | SDO                                            | 太陽観測衛星                                     | GTO                        | 成功                                 | |
| 21  | 2010年 4月22日         | 501  | AV-012            | CCAFS SLC-41 | X-37B OTV-1                                    | 再利用型宇宙往還試験機                           | LEO                        | 成功                                 | ペイロードフェアリングの破片の一つが破壊されずに海面に墜落した。破片はヒルトンヘッド島で発見された。 |
| 22  | 2010年 8月14日         | 531  | AV-019            | CCAFS SLC-41 | AEHF(先進EHF通信衛星)-1                        | 軍事通信衛星                                     | GTO                        | 成功                                 | |
| 23  | 2010年 9月21日         | 501  | AV-025            | VAFB SLC-3E  | NROL-41                                        | 国家偵察局偵察衛星                               | LEO                        | 成功                                 | |
| 24  | 2011年 3月5日          | 501  | AV-026            | CCAFS SLC-41 | X-37B OTV-2                                    | 再利用型宇宙往還試験機                           | LEO                        | 成功                                 | |
| 25  | 2011年 4月15日         | 411  | AV-027            | VAFB SLC-3E  | NROL-34                                        | 国家偵察局偵察衛星                               | LEO                        | 成功                                 | |
| 26  | 2011年 5月7日          | 401  | AV-022            | CCAFS SLC-41 | SBIRS GEO-1 (USA-230)                          | 弾道ミサイル早期警戒衛星                         | GTO                        | 成功                                 | |
| 27  | 2011年 8月5日          | 551  | AV-029            | CCAFS SLC-41 | ジュノー                                       | 宇宙探査機                                       | 太陽周回軌道               | 成功                                 | |
| 28  | 2011年 11月26日        | 541  | AV-028            | CCAFS SL-C41 | マーズ・サイエンス・ラボラトリー               | 火星ローバー                                     | 双曲線軌道                 | 成功                                 | *541型最初の打ち上げ *セントール上段が太陽周回軌道に乗る |
| 29  | 2012年 2月24日         | 551  | AV-030            | CCAFS SL-C41 | MUOS-1                                         | 軍事通信衛星                                     | GTO                        | 成功                                 | セントール200回目の打ち上げ、機体にGPS追跡システムを初装備。 *この時点で最も重いペイロード(約 6,800 kg)。 |
| 30  | 2012年 5月4日          | 531  | AV-031            | CCAFS SL-C41 | AEHF(先進EHF通信衛星)-2                        | 軍事通信衛星                                     | GTO                        | 成功                                 | |
| 31  | 2012年 6月20日         | 401  | AV-023            | CCAFS SL-C41 | USA-236 (NRO L-38)                             | 国家偵察局偵察衛星                               | GEO                        | 成功                                 | 50回目の発展型使い捨てロケットの打ち上げ |
| 32  | 2012年 8月30日         | 401  | AV-032            | CCAFS SL-C41 | RBSP-A & B                                     | ヴァン・アレン帯探査衛星                         | HEO （長楕円軌道）         | 成功                                 | |
| 33  | 2012年 9月13日         | 401  | AV-033            | VAFB SLC-3E  | USA-238（NROL-36） CubeSat 11個                | 国家偵察局衛星 技術試験他                        |                            | 成功                                 | |
| 34  | 2012年 12月11日        | 501  | AV-034            | VAFB SL-C41  | USA-240（X-37B OTV-3）                         | 再利用型宇宙往還試験機                           | LEO                        | 成功                                 | |
| 35  | 2013年 1月31日         | 401  | AV-036            | VAFB SL-C41  | TDRS-K                                         | データ中継衛星                                   | GTO                        | 成功                                 | |
| 36  | 2013年 2月11日         | 401  | AV-035            | VAFB SLC-3E  | ランドサット8号                                | 地球観測衛星                                     | SSO                        | 成功                                 | NASAの宇宙機を初めて西海岸から打ち上げた。 |
| 37  | 2013年 3月19日         | 401  | AV-037            | CCAFS SL-C41 | SBIRS GEO-2 (USA-231)                          | 弾道ミサイル早期警戒衛星                         | GTO                        | 成功                                 | |
| 38  | 2013年 5月15日         | 401  | AV-039            | CCAFS SLC-41 | USA-242 (GPS IIF-4)                            | 航法衛星                                         | MEO                        | 成功                                 | *アトラスVで最初に打ち上げられたGPS衛星 - Longest Atlas V mission to date |
| 39  | 2013年 7月19日         | 551  | AV-040            | CCAFS SLC-41 | MUOS-2                                         | 軍事通信衛星                                     | GTO                        | 成功                                 | この時点までにアトラスで打ち上げられた最も重いペイロード(6,740kg) |
| 40  | 2013年 9月18日         | 531  | AV-041            | CCAFS SLC-41 | USA-246 (AEHF-3)                               | 軍事通信衛星                                     | GTO                        | 成功                                 | |
| 41  | 2013年 11月18日        | 401  | AV-038            | CCAFS SLC-41 | MAVEN                                          | 火星探査衛星                                     | 双曲線軌道後、火星周回軌道 | 成功                                 | |
| 42  | 2013年 12月5日         | 501  | AV-042            | VAFB SLC-3E  | NROL-39 CubeSat 12機                           | 軍事偵察衛星                                     | LEO                        | 成功                                 | |
| 43  | 2014年 1月24日         | 401  | AV-043            | VAFB SL-C41  | TDRS-L                                         | NASAのデータ中継衛星                             | GTO                        | 成功                                 | |
| 44  | 2014年 4月3日          | 401  | AV-044            | VAFB SL-C3E  | DMSP-5D3 F19                                   | 軍事気象衛星                                     | SSO                        | 成功                                 | |
| 45  | 2014年 4月10日         | 541  | AV-045            | CCAFS SLC-41 | NROL-67                                        | 軍事偵察衛星                                     | GSO                        | 成功                                 | |
| 46  | 2014年 5月22日         | 401  | AV-046            | CCAFS SLC-41 | NROL-33                                        | 軍事データ中継衛星                               | GTO                        | 成功                                 | |
| 47  | 2014年 8月1日          | 401  | AV-048            | CCAFS SLC-41 | GPS IIF-7                                      | 航法衛星                                         | MEO                        | 成功                                 | ケープカナベラル空軍基地でCバンド追跡レーダーを使う最後のロケットの打ち上げとなった。ケープカナベラルとバンデンバーグからの今後の打上げでは、GPSを使って追跡する。8月13日のアトラスVの打上から採用された。                                                                                            |
| 48  | 2014年 8月13日         | 401  | AV-047            | CCAFS SLC-41 | WorldView-3                                    | 商業用高解像度リモセン衛星                       | LEO                        | 成功                                 | |
| 49  | 2014年 9月16日         | 401  | AV-049            | CCAFS SLC-41 | CLIO                                           | 軍事通信衛星                                     | GTO                        | 成功                                 | |
| 50  | 2014年 10月29日        | 401  | AV-050            | CCAFS SLC-41 | GPS IIF-8                                      | 航法衛星                                         | MEO                        | 成功                                 | |
| 51  | 2014年 12月12日        | 541  | AV-051            | VAFB SL-C3   | NROL-35                                        | 軍事偵察衛星                                     | モルニヤ軌道               | 成功                                 | RL-10Cエンジンの初飛行 |
| 52  | 2015年 1月21日         | 551  | AV-052            | CCAFS SLC-41 | MUOS-3                                         | 軍事通信衛星                                     | GTO                        | 成功                                 | アトラス/セントールの200回目の打ち上げ |
| 53  | 2015年 3月13日         | 421  | AV-053            | CCAFS SLC-41 | 磁気圏多スケールミッション                     | 磁気圏探査衛星                                   | HTO                        | 成功                                 | |
| 54  | 2015年 5月20日         | 501  | AV-054            | CCAFS SLC-41 | AFSPC-5 (X-37B OTV-4, ULTRASat)                | 軌道上試験機他                                   | LEO                        | 成功                                 | |
| 55  | 2015年 7月15日         | 401  | AV-055            | CCAFS SLC-41 | USA-262(GPS IIF-10)                            | 航法衛星                                         | MEO                        | 成功                                 | |
| 56  | 2015年 9月2日          | 551  | AV-056            | CCAFS SLC-41 | MUOS-4                                         | 軍事通信衛星                                     | GTO                        | 成功                                 | |
| 57  | 2015年 10月2日         | 421  | AV-059            | CCAFS SLC-41 | MEXSAT-2 (Morelos 3)                           | 通信衛星                                         | GTO                        | 成功                                 | ULAの100回目の打ち上げ, LMCLSの打ち上げ |
| 58  | 2015年 10月8日         | 401  | AV-058            | VAFB SLC-3E  | NROL-55 CubeSat 13機                           | 軍事偵察衛星他                                   | LEO                        | 成功                                 | |
| 59  | 2015年10月31日         | 401  | AV-060            | CCAFS SLC-41 | USA-265(GPS IIF-11)                            | 航法衛星                                         | MEO                        | 成功                                 | |
| 60  | 2015年12月6日          | 401  | AV-061            | CCAFS SLC-41 | シグナス CRS OA-4                              | ISS補給機                                        | LEO                        | 成功                                 | この時点までにアトラスで打ち上げられた最も重いペイロード（7,492 kg）。 |
| 61  | 2016年 2月5日          | 401  | AV-057            | CCAFS SLC-41 | USA-266(GPS IIF-12)                            | 航法衛星                                         | MEO                        | 成功                                 | |
| 62  | 2016年 3月23日         | 401  | AV-064            | CCAFS SLC-41 | シグナス CRS OA-6                              | ISS補給機                                        | LEO                        | 成功                                 | ロケットの燃焼が予定よりも早く終了したが、ミッションには影響しなかった。 |
| 63  | 24 June 2016年 6月24日 | 551  | AV-063            | CCSFS SLC-41 | MUOS-5                                         | 軍事通信衛星                                     | GTO                        | 成功                                 | |
| 64  | 2016年 7月28日         | 421  | AV-065            | CCSFS SLC-41 | USA-267 (NROL-61)                              | NRO偵察衛星                                      | GTO                        | 成功                                 | |
| 65  | 2016年 9月8日          | 411  | AV-067            | CCSFS SLC-41 | オサイリス・レックス                           | 小惑星サンプル回収                               | 太陽周回                   | 成功                                 | |
| 66  | 2016年 11月11日        | 401  | AV-062            | VAFB SLC-3E  | WorldView-4 (GeoEye-2) + 7 NRO cubesats        | 地球撮影、キューブサット                         | SSO                        | 成功                                 | LMCLSの打ち上げ |
| 67  | 2016年 11月19日        | 541  | AV-069            | CCSFS SLC-41 | GOES-R (GOES-16)                               | 気象衛星                                         | GTO                        | 成功                                 | EELVの100回目の打ち上げ |
| 68  | 2016年 12月18日        | 431  | AV-071            | CCSFS SLC-41 | EchoStar 19 (Jupiter 2)                        | 商用通信衛星                                     | GTO                        | 成功                                 | LMCLSの打ち上げ 431型最後の飛行 |
| 69  | 2017年 1月21日         | 401  | AV-066            | CCSFS SLC-41 | USA-273 (SBIRS GEO-3)                          | ミサイル警戒衛星                                 | GTO                        | 成功                                 | |
| 70  | 2017年 3月1日          | 401  | AV-068            | VAFB SLC-3E  | USA-274 (NROL-79)                              | NRO偵察衛星                                      | 低軌道                     | 成功                                 | |
| 71  | 2017年 4月18日         | 401  | AV-070            | CCSFS SLC-41 | シグナス CRS OA-7                              | ISS補給宇宙船                                    | 低軌道                     | 成功                                 | |
| 72  | 2017年 8月18日         | 401  | AV-074            | CCSFS SLC-41 | TDRS-M (TDRS-13)                               | データ中継衛星                                   | GTO                        | 成功                                 | |
| 73  | 2017年 9月24日         | 541  | AV-072            | VAFB SLC-3E  | USA-278 (NROL-42)                              | NRO偵察衛星                                      | モルニヤ                   | 成功                                 | |
| 74  | 2017年 10月15日        | 421  | AV-075            | CCSFS SLC-41 | USA-279 (NROL-52)                              | NRO偵察衛星                                      | GTO                        | 成功                                 | |
| 75  | 2018年 1月20日         | 411  | AV-076            | CCSFS SLC-41 | USA-282 (SBIRS GEO-4)                          | ミサイル警戒衛星                                 | GTO                        | 成功                                 | |
| 76  | 2018年 3月1日          | 541  | AV-077            | CCSFS SLC-41 | GOES-S (GOES-17)                               | 気象衛星                                         | GTO                        | 成功                                 | AJ-60 SRBの100回目の使用 |
| 77  | 2018年 4月14日         | 551  | AV-079            | CCSFS SLC-41 | AFSPC-11                                       | 軍事通信衛星                                     | GEO                        | 成功                                 | |
| 78  | 5月5日                 | 401  | AV-078            | VAFB SLC-3E  | InSight MarCO                                  | 火星着陸機、2機のキューブサット                  | 双曲線 (火星着陸)          | 成功                                 | ヴァンデンバーグからの初めての惑星間ミッション。初めての惑星間キューブサット |
| 79  | 2018年 10月17日        | 551  | AV-073            | CCSFS SLC-41 | USA-288 (AEHF-4)                               | 軍事通信衛星                                     | GTO                        | 成功                                 | 250基目のセントール。このセントール上段は2019年4月6日に軌道上で分解した。 |
| 80  | 2019年 8月8日          | 551  | AV-083            | CCSFS SLC-41 | en:USA-292 (AEHF-5)                            | 軍事通信衛星                                     | GTO                        | 成功                                 | |
| 81  | 2019年 12月20日        | N22  | AV-080            | CCSFS SLC-41 | スターライナー Boeing OFT                      | 無人の軌道試験飛行                               | 低軌道 (ISS)               | 成功                                 | デュアルエンジンセントールのアトラスVでの初めての飛行。スターライナーの初めての軌道試験飛行。ISSへの訪問が予定されていたが、スターライナー宇宙船に異常が発生した結果必要な軌道まで到達することができなかった。アトラスVロケットは想定通りの性能を発揮したことから、この一覧では成功と記載されている。 |
| 82  | 2020年 2月10日         | 411  | AV-087            | CCSFS SLC-41 | ソーラー・オービター                           | 太陽物理学往還機                                 | 太陽周回                   | 成功                                 | 411型最後の飛行 |
| 83  | 2020年 3月26日         | 551  | AV-086            | CCSFS SLC-41 | USA-298 (AEHF-6)                               | 軍事通信衛星                                     | GTO                        | 成功                                 | アメリカ宇宙軍として初めての飛行。RL10エンジンの500回目の飛行。 |
| 84  | 2020年 5月17日         | 501  | AV-081            | CCSFS SLC-41 | USA-299 (USSF-7 (X-37B OTV-6, Falcon-Sat-8))   | X-37軍事スペースプレーン。アメリカ宇宙軍の衛星。 | 低軌道                     | 成功                                 | X-37Bの6回目の飛行。FalconSat-8 |
| 85  | 2020年 7月30日         | 541  | AV-088            | CCSFS SLC-41 | マーズ2020                                     | マーズ・ローバー                                 | 太陽周回                   | 成功                                 | パーサヴィアランスの打ち上げ |
| 86  | 2020年 11月13日        | 531  | AV-090            | CCSFS SLC-41 | USA 310 (NROL-101)                             | NRO偵察衛星                                      | 低軌道                     | 成功                                 | 新しいGEM 63 固体ロケットブースターの初めての使用。 |
| 87  | 2021年 5月18日         | 421  | AV-091            | CCSFS SLC-41 | USA 315 (SBIRS-GEO 5)                          | ミサイル警戒衛星                                 | GTO                        | 成功                                 | RL-10C-1-1上段エンジンの初めての使用。ミッションは成功したが、新型エンジンに想定外の振動が観測された。より一層の理解が進むまで、このエンジン派生系の使用はペンディングされた。 |
| 88  | 2021年 9月27日         | 401  | AV-092            | VSFB SLC-3E  | ランドサット9号                                | 地球観測衛星                                     | 低軌道                     | 成功                                 | |
| 89  | 2021年 10月16日        | 401  | AV-096            | CCSFS SLC-41 | ルーシー                                       | 宇宙探査機                                       | 太陽周回                   | 成功                                 | |
| 90  | 2021年 12月7日         | 551  | AV-093            | CCSFS SLC-41 | STP-3                                          | 技術実証                                         | GEO                        | 成功                                 | これまでで一番長時間のアトラスVロケットの飛行 |
| 91  | 2022年 1月21日         | 511  | AV-084            | CCSFS SLC-41 | USSF-8 (GSSAP 5および6)                        | 宇宙監視                                         | GEO                        | 成功                                 | 511型の最初で唯一の予定されている飛行 |
| 92  | 2022年 3月1日          | 541  | AV-095            | CCSFS SLC-41 | GOES-T                                         | 気象学                                           | GEO                        | 成功                                 | |
| 93  | 2022年 5月19日         | N22  | AV-082            | CCSFS SLC-41 | Boe OFT-2                                      | 無人の軌道試験飛行                               | 低軌道 (ISS)               | 成功                                 | |
| 94  | 2022年 7月1日          | 541  | AV-094            | CCSFS SLC-41 | USSF-12 (WFOV)                                 | 早期警戒                                         | GEO                        | 成功                                 | 541型最後の飛行 RD-180エンジンの100回目の飛行 |
| 95  | 2022年 8月4日          | 421  | AV-097            | CCSFS SLC-41 | USA-336 (SBIRS GEO-6)                          | ミサイル警戒衛星                                 | GEO                        | 成功                                 | 421型の最後の飛行 |
| 96  | 2022年 10月4日         | 531  | AV-099            | CCSFS SLC-41 | SES-20 & SES-21                                | 通信衛星                                         | GEO                        | 成功                                 | 531型最後の飛行 |
| 97  | 2022年 11月10日        | 401  | AV-098            | VSFB SLC-3E  | JPSS-2 / LOFTID                                | 環境観測                                         | SSO                        | 成功                                 | 401型の最後の飛行。VSFBからアトラスVの最後の打ち上げ。4メートルフェアリング付きアトラスVの最後の飛行。シングルエンジンセントールの100回目の使用。 |
| 98  | 2023年 9月10日         | 551  | AV-102            | CCSFS SLC-41 | USA-246 USA-247 USA-248 (NROL-107)             | NRO地域警戒衛星                                  | GEO                        | 成功                                 | アトラスVを使ったNRO向けの最後の打ち上げ |
| 99  | 2023年 10月6日         | 501  | AV-104            | CCSFS SLC-41 | KuiperSat-1およびKuiperSat-2                   | 実験的インターネット衛星                         | 低軌道                     | 成功                                 | 2機の実証衛星を使ったプロジェクト・カイパーの原型機飛行ミッション。501型の最後の飛行。 |
| 100 | 2024年 6月5日          | N22  | AV-085            | CCSFS SLC-41 | Boe-CFT                                        | 有人の軌道試験飛行                               | 低軌道 (ISS)               | 成功                                 | スニータ・ウィリアムズおよびバリー・E・ウィルモアが搭乗しての、アトラスVロケットでの初めての有人打ち上げ。 |
| 101 | 2024年 7月30日         | 551  | AV-101            | CCSFS SLC-41 | USA-396 USA-397 USA-398 (USSF-51)              | 不明                                             | GEO                        | 成功                                 | 国家安全保障輸送プログラムでのULAによる初めての打ち上げ。打ち上げ機はヴァルカン・セントールからアトラスVへと変更された。 |

### 今後の打ち上げ計画
最新の打ち上げ計画については 、アトラスシリーズの打ち上げ一覧 (2020–2029)を参照。

## ギャラリー

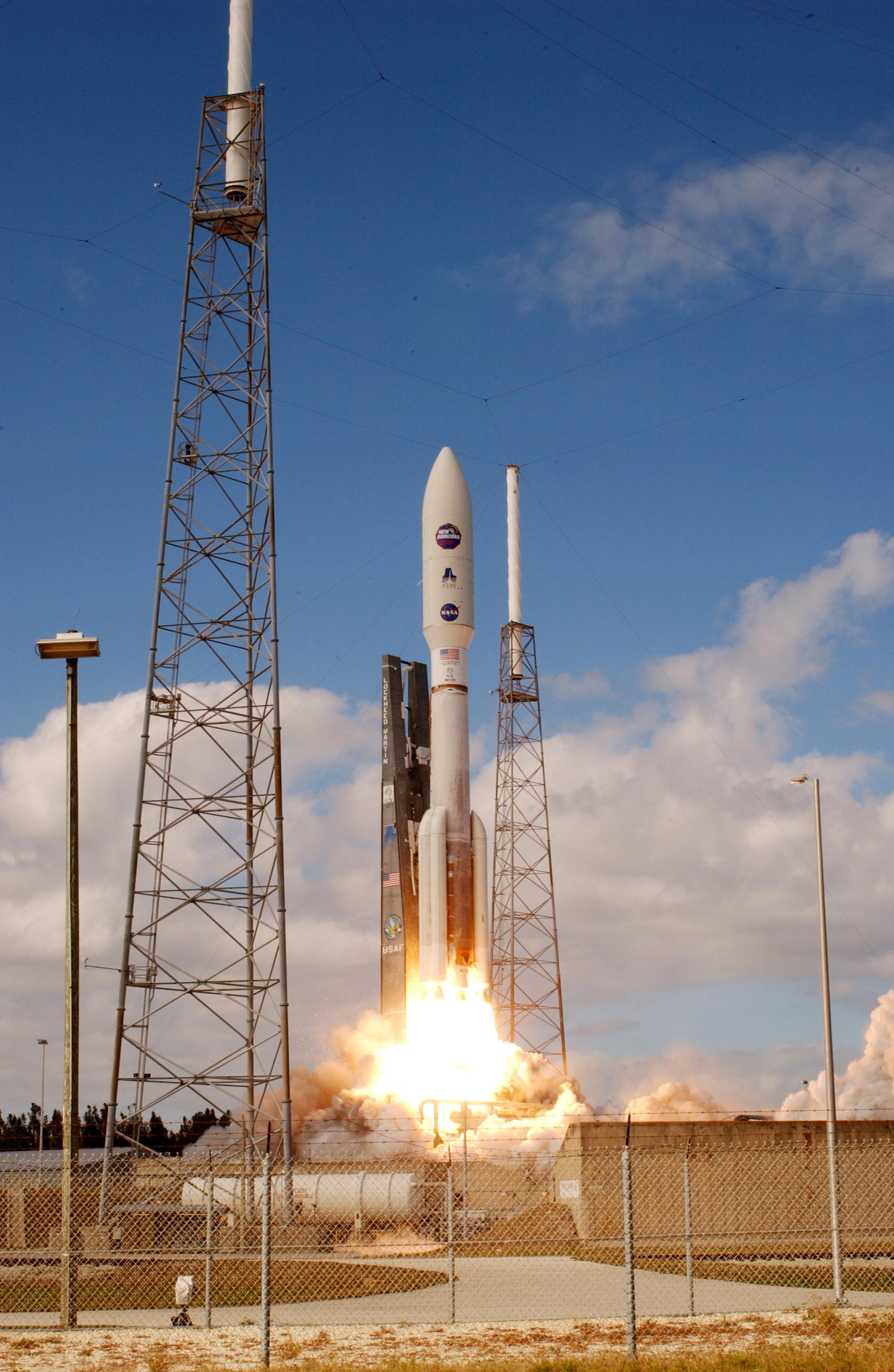
ケープカナベラル空軍基地の41番射場から打ち上げられる、アトラスV 551によるニュー・ホライズンズ深宇宙探査機
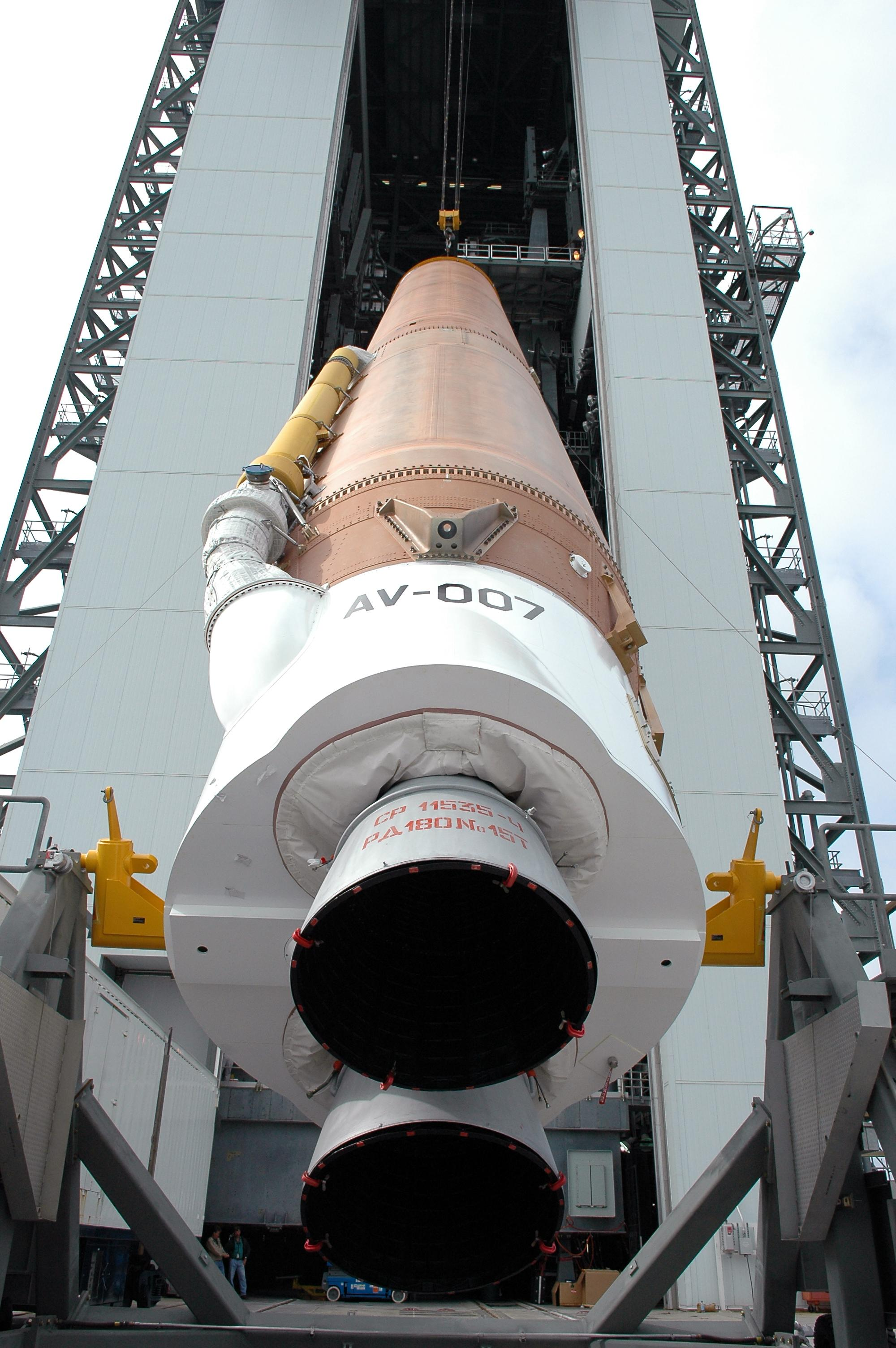
垂直に持ち上げられるアトラスVの第1段
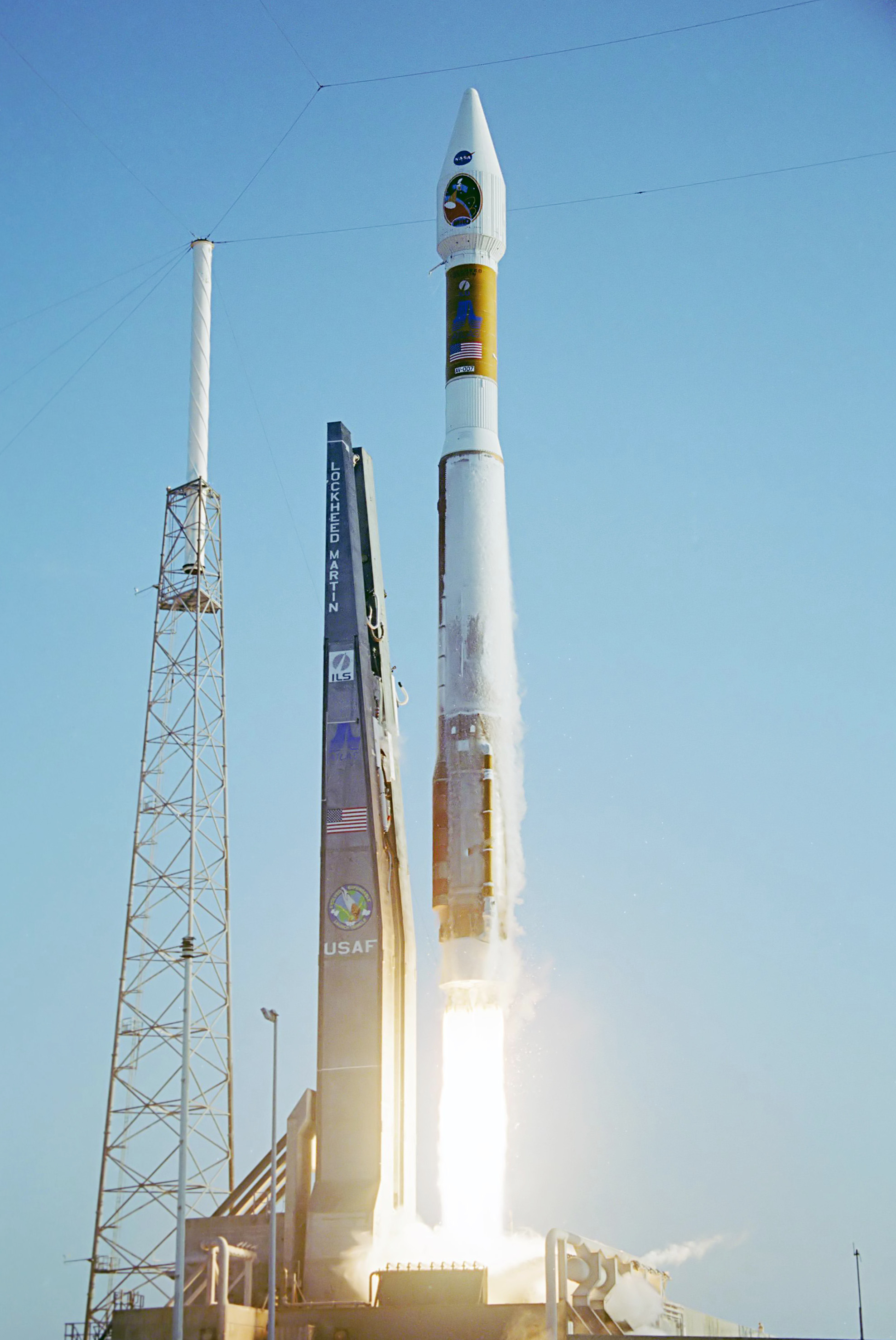
2005年8月12日に、火星に向けてアトラスV 401に搭載されて打ち上げられたMRO探査機
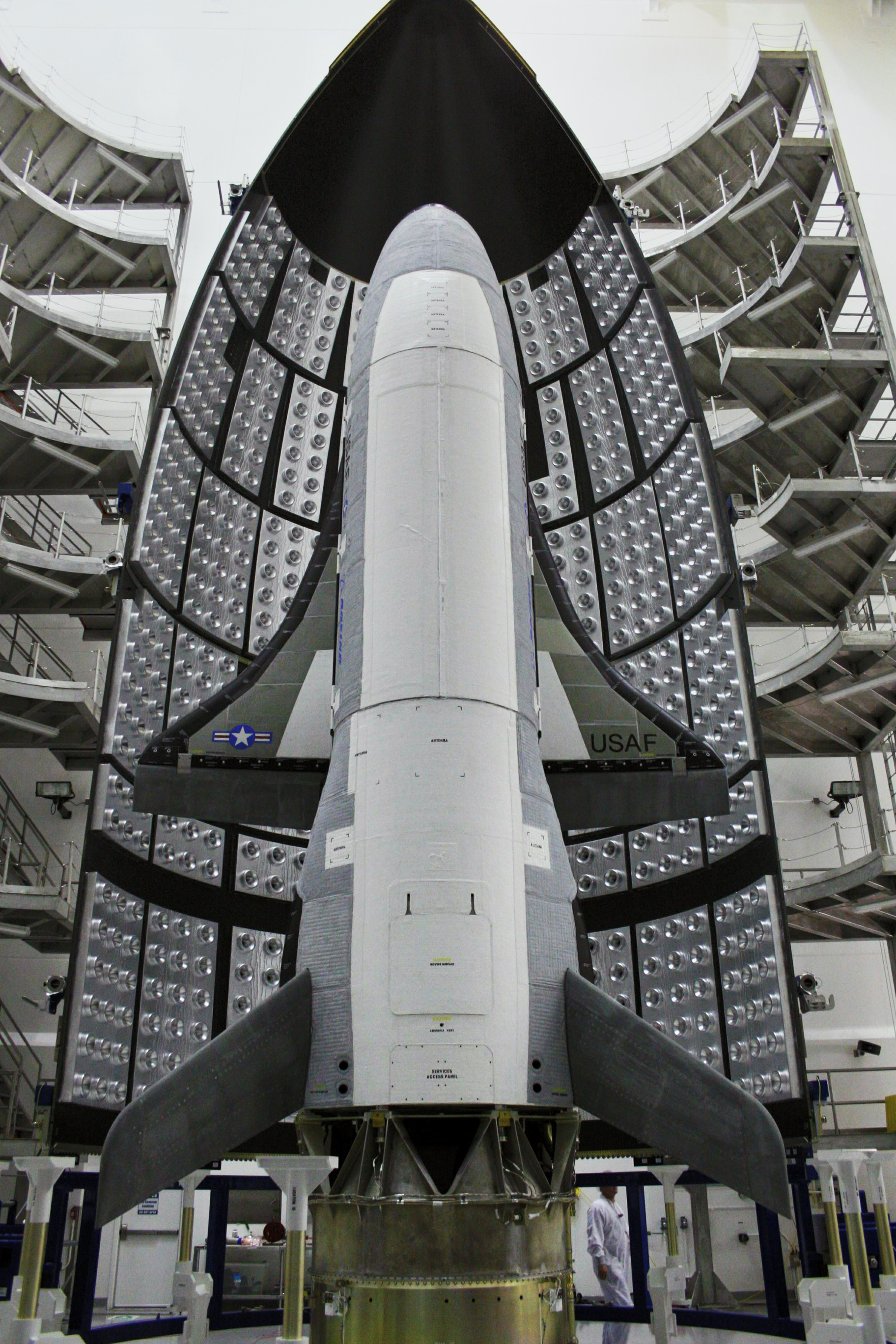
X-37B OTV-1（軌道周回試験機）は2010年4月22日に打ち上げられた軍用のスペースプレーンである。